# Zorita (mineral)
La zorita és un mineral de la classe dels inosilicats, i dins d'aquesta pertany a l'anomenat “grup de la xonotlita". Va ser descoberta l'any 1972 en el massís de Lovozero, del óblast de Múrmansk (Rússia), sent nomenada així del rus zoria, que significa "resplendor rosada del cel a l'alba".
Un sinònim és la seva clau: IMA1972-011.

## Característiques químiques
És un silicat hidratat i hidroxilat de sodi i titani. L'estructura molecular és d'inosilicat amfíbol amb dobles cadenes de tetraedres de sílice (SiO4), que estan units per cations titani en una estructura de tres dimensions, una estructura idèntica a la qual es troba en la haineaultita —l'anàleg amb calci de la zorita—, la ``chivruaiïta ++ —el seu anàleg amb niobi— i en el MTS-4 —zorita sintètica.
A més dels elements de la seva fórmula, sol portar com a impureses: niobi, zirconi, ferro, tàntal, manganès, magnesi, calci, potassi, fluor, carboni i fòsfor.

## Formació i jaciments
Apareix emplenat les parets de fractures i cavitats de roques pegmatites alcalines amb nefelina.
Sol trobar-se associat a altres minerals com: nefelina, egirina, mountainita, natrolita o raita.